# Алоэ Блэк
Алоэ Блэк (англ. Аloe Blacc), имя при рождении Эгберт Натаниэль Докинз III (англ. Egbert Nathaniel Dawkins III); род. 7 января 1979 года) — американский соул-певец и музыкант. Его первый альбом Shine Through выпущен на Stones Throw Records в 2006 году.

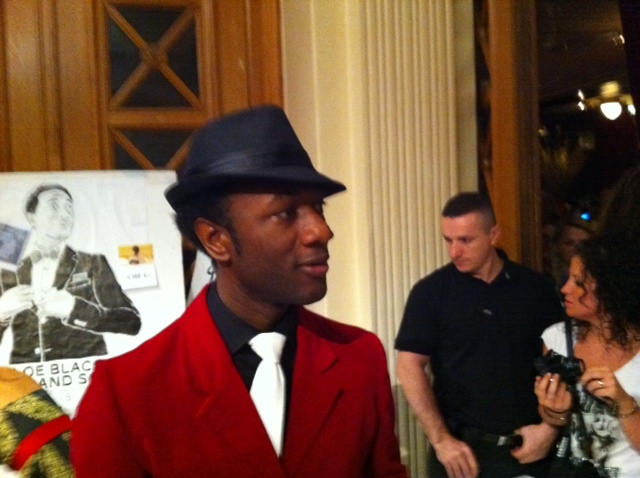

## Биография
Эгберт начал заниматься музыкой с детства: в начальной школе он играл на трубе, а в средней школе, помимо того, записал и свой первый трек Imaginary Friends, спродюсированный DJ Exile, с которым он создал хип-хоп группу Emanon в 1995 году. Также во время учёбы в колледже Алоэ научился играть на гитаре и пианино.
В составе Emanon в период с 1999 по 2002 год Алоэ выпустил пять альбомов. Позже, в 2005 году, на лейбле Shaman Works выходит дебютный альбом группы под названием The Waiting Room, а в следующем — его дебютный сольный альбом Shine Through на Stones Throw Records. Альбом представляет собой смесь нео-соулa, r'n'b, латинской музыки и хип-хопa. После выхода сольного альбома Алоэ группа распадается на неопределенный срок. В 2009 он выпускает совместный альбом с японским битмейкером Cradle, а песня «I Need a Dollar» попадает в саундтрек сериала «How to make it in America» (Как преуспеть в Америке). Вместе с сериалом песня становится известной, и альбом 2010 года получает значительное внимание.
В 2014-м году песня Блэкка «The World is Ours» стала одной из официальных тем Чемпионата Мира по футболу в Бразилии. В 2015-м Блэкк исполнил песню «America the Beautiful» перед самым крупным шоу рестлинга в году WrestleMania 31.
Алоэ часто сотрудничает с коллегами по Stones Throw Records, такими как Oh No, Dudley Perkins и Georgia Anne Muldrow

## Дискография

### Сольные альбомы
- 2003: The Aloe Blacc EP
- 2006: Shine Through (Stones Throw Records)
- 2010: Good Things (Stones Throw Records)

### Сотрудничество

#### В составе Emanon (Aloe Blacc & DJ Exile)
- 1999: Acid Nine EP
- 2005: Acid Nine EP (Vinyl, 12)
- 2001: Imaginary Friends
- 2001: Steps Through Time
- 2002: Anon & On
- 2005: The Waiting Room (Shaman Works)

#### В составе Bee (Aloe Blacc & Cradle)
- 2009: Open Your Mind (Stones Throw Records)

### Синглы
- 2010: Femme Fatale 7
- 2010: I Need A Dollar
- 2011: Loving You Is Killing Me
- 2013: Avicii ft. Aloe Blacc – Wake Me Up
- 2014: The Man
- 2019: Avicii ft. Aloe Blacc – SOS

## Дополнительные источники
- Официальный сайт Aloe Blacc
- Официальная страница Алоэ Блэк (англ.) на сайте Myspace
- Aloe Blacc на сайте Stones Throw
- дискография на Discorgs